# Пап Гує
Пап Алласан Гує (фр. Pape Alassane Gueye, нар. 24 січня 1999, Монтрей) — сенегальський футболіст, півзахисник іспанського клубу «Вільярреал» і збірної Сенегалу.

## Клубна кар'єра
Народився 24 січня 1999 року в місті Монтрей. Вихованець юнацьких команд футбольних клубів «Блан-Меній» та «Гавр». З 2016 року став виступати за резервну команду клубу у Аматорському чемпіонаті Франції. Дебютував у професійному футболі за «Гавр» у матчі Ліги 2 проти «Ніора» (0:0) 5 травня 2017 року і за три сезони провів 35 матчів у другому французькому дивізіоні.
29 квітня 2020 року було оголошено, що Гує підписав попередній контракт з англійським «Вотфордом» і перейде до клубу після закінчення терміну дії контракту з «Гавром» 1 липня 2020 року. Однак незабаром у футболіста виник конфлікт з його агентом Бакарі Саного, що завершився розривом співпраці. Новий представник футболіста, адвокат П'єр-Анріс Бовіс, швидко зумів знайти спірні пункти в укладеній раніше угоді, завдяки чому гравець наполіг на відмову від зобов'язань, після чого успішно провів переговори з «Марселем» про контракт на чотири сезони. Англійський клуб не погодився з такими діями французького клубу і подав відповідний позов до ФІФА на «Марсель».
1 липня 2020 року став гравцем «Марселя» і дебютував за команду у Лізі 1 30 серпня 2020 року у гостьовій грі проти «Бреста» (3:2). Станом на 24 січня 2021 року відіграв за команду з Марселя 17 матчів в національному чемпіонаті.
5 липня 2024 року перейшов до іспанського клубу «Вільярреал», підписавши чотирирічний контракт.

## Виступи за збірну
У 2017 році Пап Гує провів чотири матчі у складі юнацької збірної Франції U-18 та шість за U-19.

## Статистика виступів

### Статистика клубних виступів
| Сезон              | Команда            | Чемпіонат          | Чемпіонат | Чемпіонат | Національний кубок | Національний кубок | Національний кубок | Континентальні кубки | Континентальні кубки | Континентальні кубки | Інші змагання | Інші змагання | Інші змагання | Усього | Усього | Усього |
| Сезон              | Команда            | Ліга               | Ігор      | Голів     | Ліга               | Ігор               | Голів              | Ліга                 | Ігор                 | Голів                | Ліга          | Ігор          | Голів         | Ігор   | Голів  |        |
| ------------------ | ------------------ | ------------------ | --------- | --------- | ------------------ | ------------------ | ------------------ | -------------------- | -------------------- | -------------------- | ------------- | ------------- | ------------- | ------ | ------ | ------ |
| 2016–17            | «Гавр Б»           | АЧФ                | 11        | 1         |                    | -                  | -                  |                      | -                    | -                    |               | -             | -             | 11     | 1      |        |
| 2017–18            | «Гавр Б»           | АЧФ                | 18        | 1         |                    | -                  | -                  |                      | -                    | -                    |               | -             | -             | 18     | 1      |        |
| 2018–19            | «Гавр Б»           | АЧФ                | 10        | 0         |                    | -                  | -                  |                      | -                    | -                    |               | -             | -             | 10     | 0      |        |
| Усього за «Гавр Б» | Усього за «Гавр Б» | Усього за «Гавр Б» | 39        | 0         |                    | -                  | -                  |                      | -                    | -                    |               | -             | -             | 39     | 0      |        |
| 2016–17            | «Гавр»             | Л2                 | 1         | 0         | КФ+КЛ              | 0                  | 0                  |                      | -                    | -                    |               | -             | -             | 1      | 0      |        |
| 2017–18            | «Гавр»             | Л2                 | 1         | 0         | КФ+КЛ              | 0                  | 0                  |                      | -                    | -                    |               | -             | -             | 1      | 0      |        |
| 2018–19            | «Гавр»             | Л2                 | 12        | 0         | КФ+КЛ              | 1+1                | 0                  |                      | -                    | -                    |               | -             | -             | 14     | 0      |        |
| 2019–20            | «Гавр»             | Л2                 | 25        | 0         | КФ+КЛ              | 1+0                | 0                  |                      | -                    | -                    |               | -             | -             | 26     | 0      |        |
| Усього за «Гавр»   | Усього за «Гавр»   | Усього за «Гавр»   | 39        | 0         |                    | 3                  | 0                  |                      | -                    | -                    |               | -             | -             | 42     | 0      |        |
| 2020–21            | «Марсель»          | Л1                 | 8         | 0         | КФ                 | 0                  | 0                  | ЛЧ                   | 2                    | 0                    |               | -             | -             | 10     | 0      |        |
| Усього за кар'єру  | Усього за кар'єру  | Усього за кар'єру  | 86        | 2         |                    | 3                  | 0                  |                      | 2                    | 0                    |               | -             | -             | 91     | 2      |        |

## Титули і досягнення
- Переможець Кубка африканських націй: 2021